# Horst Raecke

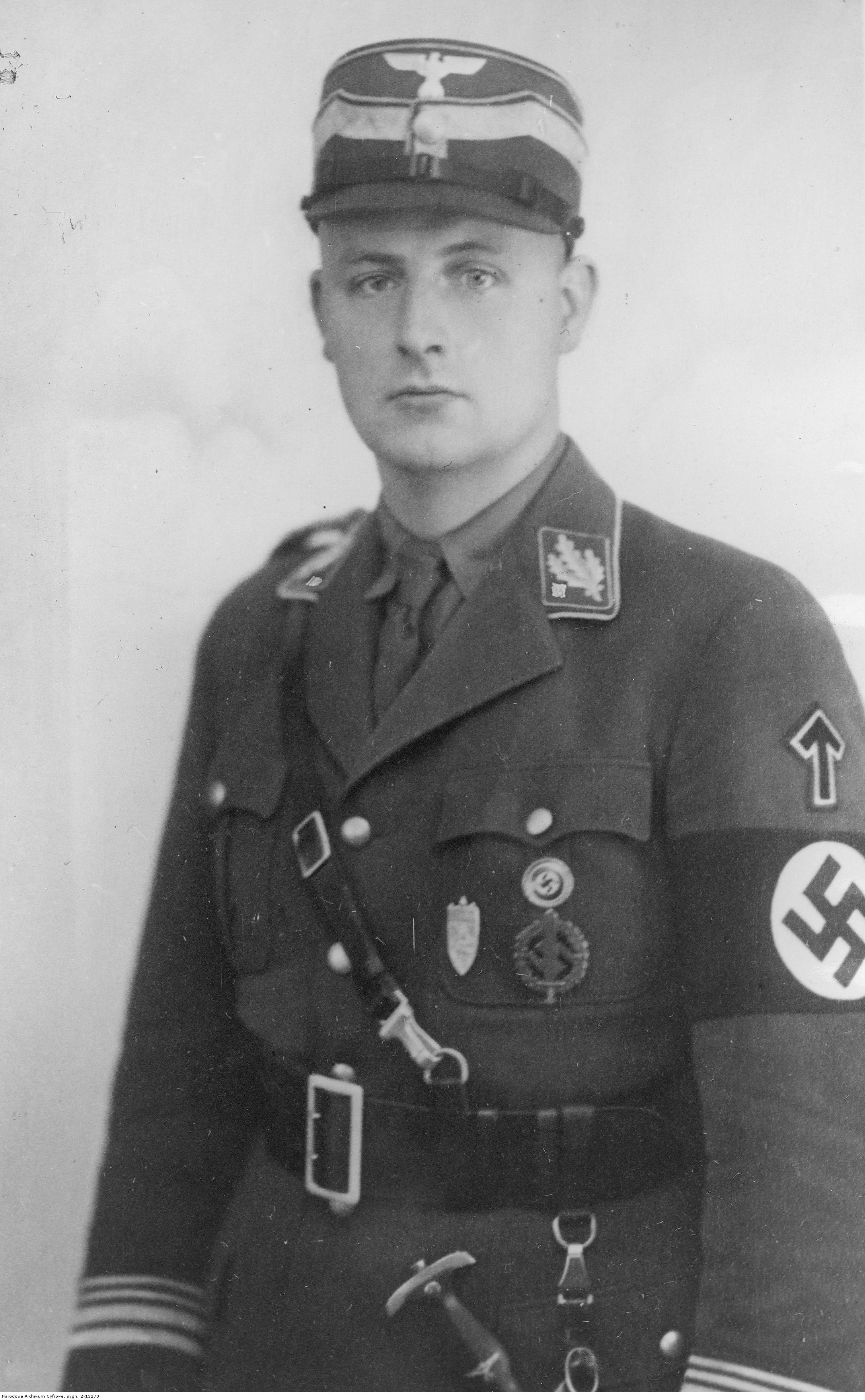
SA-Obergruppenführer Horst Raecke.

Horst Raecke vor 1938

Horst Raecke (* 20. Juni 1906 in Itzehoe; † 18. September 1941 auf Kreta) war ein deutscher Politiker (NSDAP) sowie SA- und SS-Führer.

## Leben und Wirken
Nach dem Besuch der Volksschule in Blankenese bei Altona und des Realgymnasiums in Itzehoe studierte Raecke von 1925 bis 1931 Geologie in Göttingen, Zürich und München. Am 23. Februar promovierte er in Göttingen zum Dr. phil.
Im April 1925 trat Raecke in die SA und zum 18. September 1926 in die NSDAP ein (Mitgliedsnummer 44.024). In den folgenden Jahren übernahm er Aufgaben als SA-, HJ- und SS-Führer in Itzehoe, Göttingen und München. Am 1. August 1930 erfolgte seine Ernennung zum II. Adjutanten des Obersten SA-Führers Nord in Hannover Viktor Lutze. Später fungierte er als Standartenführer in Nienburg an der Weser, Hildesheim, Bremerhaven und SA-Brigadeführer in Bremen.
Vom 30. Januar 1935 bis zum 1. Oktober 1936 war Raecke als SA-Vertreter auch bremischer Staatsrat. Am 1. Dezember 1936 wurde er zum Amtschef und am 1. November 1937 zum Hauptamtschef (Personalhauptamt) der Obersten SA-Führung in München ernannt.
Von März 1936 bis zu seinem Tod im September 1941 gehörte Raecke außerdem dem nationalsozialistischen Reichstag an, in dem er den Wahlkreis 15 (Osthannover) vertrat.
Raecke starb als Oberleutnant der Luftwaffe infolge von Kampfhandlungen im Zweiten Weltkrieg in einem Luftwaffenlazarett.